# MO作戰
MO作戰（日語：MO作戦，Mo Sakusen），或稱為莫士比港行動，是大日本帝国於第二次世界大戰期間的一次作戰代號，主要目標為攻擊並控制澳屬新幾內亞以及諸多太平洋上的小島，以達到孤立澳洲及紐西蘭，使其得不到美國支援的目的。該計畫是由大日本帝國海軍制定並獲得聯合艦隊指揮官山本五十六大將的鼎力支持，然而MO作戰最終以失敗告終。

## 背景
當日本海軍在制定新幾內亞作戰方案時（主要目標包含空襲萊城與薩拉毛亞，登陸休恩灣、拉包爾、卡維恩與芬什港，以及佔領莫雷貝與布納），以上述地點作為佔領莫士比港的戰略支援據點的策略亦逐漸浮現。這些作戰行動將於爪哇島戰役結束後由南雲忠一上將所領導的日本海軍特遣艦隊實施。對日本海軍而言，另一項重要的戰略任務即是佔領爪哇島南方的聖誕島。日本海軍參謀部自1938年起便不斷考量藉由MO作戰方案以將大東亞共榮圈向南拓展的可行性。

## 戰略
MO作戰的具體方針於1938年被提出，但當時並沒有指明確切的執行時間。
1942年4月，作戰行動被分割為四個大型行動，並隨即獲得日本陸軍及海軍參謀部的批准，其分別為：
- 5月3日，輕型特遣艦隊佔領鄰近瓜達康納爾島的圖拉吉島，以便建立水上飛機機場以及珊瑚海地區的行動基地。該艦隊亦被要求佔領諾魯及巴納巴島，以獲取島上珍貴的磷酸鹽資源。

- 日本陸軍南洋分遣隊預計於5月7日佔領莫士比港，另一支分遣隊則會佔領路易西亞德群島，以便建立另一座水上飛機機場。

- 南洋分遣隊的另一項作戰任務即是FS作戰，目標為攻擊新喀里多尼亞、斐濟以及薩摩亞。大本營稍後下達了兩項新目標：與海軍一同佔領並守備莫士比港，以及在東新幾內亞上伺戰略時機行動。

- 另一支海軍特遣艦隊將會通過東索羅門海區域到達南方，並最終前往西方以攔截敵軍。接著，攻擊矛頭將會指向澳洲昆士蘭省的沿海城市柯恩、庫克敦以及湯斯維爾；這些城鎮是美國與澳洲補給航線的終點站。最後，該艦隊的最終目標是約克角半島北部的星期四島。

- 日本軍隊擁有一支分別被部署於拉包爾、萊城、薩拉毛亞以及布納的海軍陸基航空分隊負責提供支援。該分隊分別於5月5日及6日空襲了莫士比港兩次，以為5月7日的登陸行動開道。

日軍規劃MO作戰的同時也考慮到了盟軍反擊的可能性，並為此派遣了一支特遣艦隊至拉納爾島附近戒備待命。

## 戰鬥序列
圖拉吉島突擊艦隊由志摩清英中將（しま きよひで）指揮，其作戰序列如下：
- 沖島號佈雷艦（日语：沖島 (敷設艦)）（沖島，おきのしま）
- 聖川丸水上飛機母艦（日语：聖川丸 (特設水上機母艦)）（聖川丸，きよかわまる）
- 菊月號驅逐艦（菊月，きくづき）
- 水無月號驅逐艦（日语：水無月 (睦月型駆逐艦)）（水無月，みなづき）
- 望月號驅逐艦（望月，もちづき）
- 夕月號驅逐艦（日语：夕月 (駆逐艦)）（夕月，ゆうづき／ゆふづき）
- 兩艘運輸艦
- 數艘小型支援艦艇

莫士比港奪島艦隊由梶岡定道中將（かじおか さだみち）指揮，其作戰序列如下：
- 夕張號輕巡洋艦（夕張，ゆうばり／ゆふばり）
- 睦月號驅逐艦（睦月，むつき）
- 彌生號驅逐艦（日语：弥生 (睦月型駆逐艦)）（弥生，やよい／やよひ）
- 卯月號驅逐艦（卯月，うづき）
- 朝凪號驅逐艦（日语：朝凪 (駆逐艦)）（朝凪，あさなぎ）
- 追風號驅逐艦（日语：追風 (2代神風型駆逐艦)）（追風，おいて／おひて）
- 夕凪號驅逐艦（夕凪，ゆうなぎ／ゆふなぎ）
- 津輕號佈雷艦（日语：津軽 (敷設艦)）（津軽，つがる）
- 神川丸水上飛機母艦（日语：神川丸 (特設水上機母艦)）（神川丸，かみかわまる）
- 海上巡邏艦艇

負責提供支援並攔截任何盟軍武力的艦隊由五藤存知少將（ごとう ありとも）指揮，其作戰序列如下：
- 祥鳳號航空母艦（祥鳳，しょうほう／しゃうほう）
- 青葉號重巡洋艦（青葉，あおば／あをば）
- 衣笠號重巡洋艦（衣笠，きぬがさ／きぬかさ）
- 加古號重巡洋艦（加古，かこ）
- 古鷹號重巡洋艦（古鷹，ふるたか）
- 天龍號輕巡洋艦（天龍，てんりゅう／てんりう）
- 龍田號輕巡洋艦（龍田，たつた）
- 漣號驅逐艦（日语：漣 (吹雪型駆逐艦)）（漣，さざなみ）

作戰期間，山本五十六大將派遣了下列重型武力前往支援，並由原忠一少將（はら ちゅういち）指揮：
- 翔鶴號航空母艦（翔鶴，しょうかく／しゃうかく）
- 瑞鶴號航空母艦（瑞鶴，ずいかく／ずゐかく／ズヰカク）
- 妙高號重巡洋艦（妙高，みょうこう／めうかう）
- 羽黑號重巡洋艦（羽黒，はぐろ）
- 朝潮號驅逐艦（朝潮，あさしお／あさしほ）
- 荒潮號驅逐艦（日语：荒潮 (駆逐艦)）（荒潮，あらしお／あらしほ）
- 霰號驅逐艦（日语：霰 (朝潮型駆逐艦)）（霰，あられ）
- 陽炎號驅逐艦（陽炎，かげろう／かげろふ）
- 不知火號驅逐艦（不知火，しらぬい／しらぬひ）
- 霞號驅逐艦（日语：霞 (朝潮型駆逐艦)）（霞，かすみ）
- 備用艦艇

作戰行動由山田定義少將（やまだ さだよし）指揮的橫濱航空兵團第25航空大隊提供空中支援。該大隊在拉包爾、萊城、薩拉毛亞以及布納等地皆設有航空基地，並擁有60架零式艦上戰鬥機、48架九六式陸上攻擊機、26架零式水上偵察機以及零式水上觀測機。該單位曾於5月5日至6日間大規模轟炸莫士比港。

## 作戰經過
圖拉吉島突擊艦隊於5月3日登陸該島。1942年5月4日，陸軍南洋分遣隊自拉包爾啟程，向南前往莫士比港。同一日，自美國海軍約克鎮號航空母艦起飛的戰機對圖拉吉島突擊艦隊發起攻擊，並造成嚴重損傷，但卻未能阻止日軍佔領圖拉吉、加文圖以及塔那姆波戈等島嶼。
三天後，由於主要的海上戰鬥皆集中於珊瑚海區域，日軍莫士比港登陸運輸艦隊立即掉頭北轉，以避開戰火。接續而來的珊瑚海海戰對日本海軍第四艦隊造成嚴重打擊，祥鳳號航空母艦被擊沉，翔鶴號航空母艦則嚴重受損。隸屬於該二艘航空母艦的航空兵團以及損傷相對輕微的瑞鶴號航空母艦在遭受如此嚴重的打擊後，被調回日本本土進行整補、維修等工作。
日軍隨後放棄了以南洋分遣隊直接登陸並佔領莫士比港的計畫。7月11日時，由於日軍主力航母艦隊於中途島戰役中被殲滅，大本營因此下令停止一切針對新喀里多尼亞、斐濟以及薩摩亞等地的奪島作戰。
這些戰鬥最終迫使日軍放棄自海上登陸莫士比港的企圖。相反的，日本陸軍選擇經由科科達小徑穿越歐文斯坦利山脈，嘗試以陸上攻擊奪取莫士比港，然而最終仍以失敗告終。